# Come Over When You’re Sober, Pt. 1
Come Over When You’re Sober, Pt. 1 (englisch für „Komm vorbei, wenn du nüchtern bist“) ist das Debütalbum des US-amerikanischen Rappers Lil Peep. Es erschien am 15. August 2017 über die Labels First Access Entertainment und Warner Music Sweden. Drei Monate nach der Veröffentlichung verstarb Lil Peep im Alter von 21 Jahren aufgrund einer versehentlichen Überdosierung der Arzneistoffe Fentanyl und Xanax.

## Titelliste
1. Benz Truck (гелиk) (Prod. Smokeasac) – 2:40
2. Save That Shit (Prod. IIVI + Smokeasac) – 3:51
3. Awful Things (feat. Lil Tracy) (Prod. IIVI + Smokeasac) – 3:34
4. U Said (Prod. IIVI + Smokeasac) – 3:44
5. Better Off (Dying) (Prod. IIVI + Smokeasac) – 2:34
6. The Brightside (Prod. Smokeasac) – 3:36
7. Problems (Prod. IIVI + Smokeasac) – 3:29

## Kritiken
| Professionelle Bewertungen | Professionelle Bewertungen |
| -------------------------- | -------------------------- |
| Kritiken                   |                            |
| Quelle                     | Bewertung                  |
| laut.de                    | [ 1 ]                      |

Die E-Zine Laut.de bewertete Come Over When You’re Sober, Pt. 1 mit vier von möglichen fünf Punkten. Aus Sicht des Redakteurs Yannik Gölz dokumentiere das Album „über eine leider recht kurze Laufzeit einen hemmungslosen Selbstzerstörungstrip, der aber statt in Wehleidigkeit in einem reflektierten Zynismus mündet, ohne dabei die musikalische Energie zu drosseln.“ Bei Lil Peep handele es sich um „eines der spannenden Phänomene der modernen Hip Hop-Szene.“ Er fungiere „nicht als klassischer Rapper“, sondern singe „in typischer Post Punk- oder Indie-Manier“ und streue „hier und da einige Hip Hop-Akzente“ ein. Mit Benz Truck beginne das Album mit „einem kompromisslosem Banger und einer deutlichen Darstellung von maskuliner und sexueller Dominanz.“ Im weiteren Verlauf „kristallisieren sich mehr und mehr fragile Momente heraus, die die Verletzlichkeit und Angst des Protagonisten in den Vordergrund rücken.“ Dabei beweise Lil Peep „einmal mehr ein einzigartiges Händchen für die ungezwungene Inszenierung und Dekonstruktion der männlichen Perspektive auf Liebe, Beziehungen, Sexualität und Gewalt.“

## Kommerzieller Erfolg

### Chartplatzierungen
Das Album stieg nach dem Tod von Lil Peep in verschiedenen Ländern in die Charts ein. In den US-amerikanischen Billboard 200 erreichte Come Over When You’re Sober, Pt. 1 Platz 38. Das Album hielt sich fünf Wochen in den Album-Charts der Vereinigten Staaten. Auch im deutschsprachigen Raum positionierte sich die Veröffentlichung in den Charts. Während Come Over When You’re Sober, Pt. 1 in Deutschland Rang 82 belegte, stieg es in Österreich auf Platz 54 ein.

### Auszeichnungen für Musikverkäufe
| Land/Region                  | Auszeichnungen für Musikverkäufe (Land/Region, Auszeichnung, Verkäufe) | Verkäufe  |
| ---------------------------- | ---------------------------------------------------------------------- | --------- |
| Dänemark (IFPI)              | Gold                                                                   | 10.000    |
| Neuseeland (RMNZ)            | Platin                                                                 | 15.000    |
| Vereinigte Staaten (RIAA)    | Platin                                                                 | 1.000.000 |
| Vereinigtes Königreich (BPI) | Gold                                                                   | 100.000   |
| Insgesamt                    | 2× Gold · 2× Platin ·                                                  | 1.125.000 |